# Bitva o Moravskou Chrastovou
Bitva o Moravskou Chrastovou byl střet svedený mezi československými a sudetoněmeckými jednotkami v roce 1938. Bitva skončila vyhnáním sudetských Němců z Moravské Chrastové, ale o necelý měsíc později byla Moravská Chrastová zařazena do tzv. šestého a sedmého pásma záboru a 24. listopadu ji bez boje obsadila německá vojska.

## Nástin událostí
V Moravské Chrastové žilo 1312 obyvatel, z čehož bylo 811 Čechů a 501 Němců. Díky tomu Chrastová unikla zabrání Německem, protože podle Mnichovské dohody docházelo k záboru obcí s více než polovinou německého obyvatelstva. Tudíž se na tuto obci zmíněné pravidlo nevztahovalo.
Členům SdP ve Svitavách vadilo že Chrastová zůstala součástí Československa. Proto byl připraven přepad. Pět set ordnerů mělo v noci z 30. na 31. října 1938 obec obsadit. Původně se akce měla účastnit i svitavská SS, ale nakonec se rozhodlo o provedení akce bez ní.
Útok by úspěšný, čemuž pomohla podpora ze strany zdejších Němců a skutečnost, že se ten večer konala v Lidovém domě v Chrastové zábava. Na té se poměrně dlouho do noci zdrželi i někteří vojáci. Moravská Chrastová byla německými jednotkami obsazena hladce. Většina československých jednotek v Moravské Chrastové byla zajata. Nyní byla jedinou ozbrojenou československou jednotkou v této oblasti četa 11. roty v Rozhraní, ta však byla moc slabá, než aby byla schopná protiútoku.
Po obsazení Moravské Chrastové ordneři začali organizovat odvoz zajatců za demarkační čáru do Březové a budovali palebná a opěrná postavení. Němci oslavovali v mlýně Vincenze Schwaaba v Chrastové Lhotě vítězství a nechali se hostit místním německým obyvatelstvem i na dalších místech.
Kolem třetí hodiny ranní se o události dozvěděl na svém velitelství v Boskovicích velitel 13. pluku plukovník Karel Čejka. Čejka byl v těžké situaci. Věděl, že musí zahájit protiútok. Problém byl v tom, jakými silami a jakými prostředky jej provést. Jednotlivé roty pluku byly rozmístěny po celém svěřeném demarkačním úseku. Jejich stažení by si vyžádalo mnoho hodin. Navíc nově vytvořená státní hranice nemohla zůstat nechráněná – podobný útok jako v Chrastové se mohl kdykoliv opakovat na kterémkoliv jiném místě. K dispozici měl pouze rotu doprovodných zbraní. Tyto jednotky vyráží kolem páté hodiny ranní. Úkol, který je čekal, nebyl jednoduchý. Výzbroj Němců pocházela z velké části z německých armádních skladů posílené navíc ukořistěnými zbraněmi. Z toho důvodu bylo jasné, že pokud se za denního světla zakopají, nedostane je z jejich pozic na přístupech k Chrastové ani celý pluk.
Protiútoku se účastnila i jedna četa 11. roty, která se udržela v Rozhraní a četnický pohotovostní oddíl. Tvořili ho převážně zkušení délesloužící, kteří teprve před nedávnem odešli z armády. Tento oddíl také postupoval nejrychleji. K prudkým bojům došlo u Schwaabova mlýna a u Roučkovy továrny v Rozhraní. Na obou stranách byli první ranění a dokonce i mrtví. Němci v těchto bojích používali i zakázané střely dum-dum. Boj trval necelou hodinu. Nakonec se v devět hodin ocitla Moravská Chrastová opět v československých rukou. Zbývalo už jen vyčistit obec a zlikvidovat poslední ohnisko odporu u evangelického kostela, což trvalo celé odpoledne. Na československé straně padli vojáci Antonín Černý, Bedřich Stuchlík (občan moravských Nezdenic), Alois Žatka (rodák z obce Střeň) a Tomáš Morávek.